# Book Talk (konferencija)
Book Talk (konferencija) najveća је regionalna konferencija o književnosti u organizaciji kompanije Kolor Media Komunikejšn. Konferencija se organizuje od 2015. godine u Novom Sadu, dok je, 2020. godine, usled pandemije virusa korona događaj po prvi put realizovan u hibridnom formatu, sa publikom koja je panel pratila onlajn.  

## O konferenciji
Book Talk konferencija posvećena je piscima, književnim kritičarima, izdavačima, poznatim ličnostima i  
umetnicima iz celog regiona i svake godine okupi  nekoliko stotina ljubitelja književnosti. Konferencija je specifična po mestu okupljanja i ambijentu Galerije Matice srpske, Spomen-zbirke Pavla Beljanskog i drugih kulturnih ustanova u Novom Sadu. 

## Nedelja knjige
Akcija „Nedelja knjige” organizuje se svake godine uoči konferencije, u saradnji sa JGSP “Novi Sad”. Tokom trajanja akcije, volonteri, svakog dana, na više lokacija u Novom Sadu, poklanjaju knjige različitih književnih izdavača putnicima koje zateknu u autobusima gradskog prevoznika ili na autobuskim stajalištima kako čitaju neku knjigu  Cilj akcije je skretanje pažnje građana na kulturu čitanja, te motivacija da se one što više čitaju. 

## Walk&Talk
Jedna od pratećih aktivnosti konferencije jeste i „Walk&Talk: Razgovor sa omiljenim piscem” prilikom koje   
publika ima mogućnost da se prošeta ulicama Novog Sada u društvu pisca kojeg izabere glasanjem pre samog organizovanja događaja. Priliku da se bliže upoznaju sa svojim čitaocima u sklopu ove aktivacije imali su književnica Isidora Bjelica, 2016. godine, i pisac Dževad Karahasan, 2017. godine.  

## Novi Sad gleda jednu sliku
2017. godine konferenciji je prethodila i akcija „Novi Sad gleda jednu sliku” tokom koje su novosadske javne ličnosti i čitaoci glasali za najlepšu sliku među ponuđenih devet umetničkih dela. Kriterijum da se neko delo nađe u izboru bio je da se slika nalazi u stalnoj postavci nekog od novosadskih muzeja ili galerija ili da je na njoj novosadski motiv. Kao pobednička slika sa najvećim brojem glasova izabrano je delo Save Šumanovića „Doručak na travi” iz 1927. godine koje se nalazi u postavci Spomen-zbirke Pavla Beljanskog. 

## Turistička tura „Znameniti pisci Novog Sada”
2018. godine organizovana je i besplatna turistička tura „Znameniti pisci Novog Sada”. Turistička tura je bila posvećena poznatim novosadskim   
pesnicima i piscima koji su ostavili dubok trag na istoriju Novog Sada i koji su svojim istorijskim delima ostavili veliki pečat na kulturu ovog grada.  

## Večera Draška Ređepa
U septembru 2019. godine, u sklopu konferencije, održana je „Večera Draška Ređepa”, kulinarsko-književni omaž novosadskom književniku i književnom i likovnom kritičaru koji je preminuo u januaru iste godine.  

## 90. godina od rođenja Borislava Pekića
2020. godine, usled pandemije virusa korona održan je samo jedan panel u Arhivu Vojvodine u Novom Sadu, posvećen devedesetogodišnjici od rođenja pisca Borislava Pekića. Publika je panel mogla da prati onlajn putem lajv striminga.  

## 60 godina od Nobelove nagrade
2021. godine konferencija je bila posvećena Ivi Andriću kako bi se obeležilo 60 godina otkako je pisac dobio Nobelovu nagradu za književnost za delo „Na Drini ćuprija”.  

## Pisci na konferenciji
Neka od imena sa regionalne književne i izdavačke scene koja su učestvovala na konferenciji „Book Talk” ili na nekoj od aktivacija konferencije, prethodnih godina su: Ante Tomić, Rajko Grlić, Aleksandar Gatalica, Muharem Bazdulj, Isidora Bjelica, Teofil Pančić, Marko Šelić, Duško Ljuština, Zoran Hamović, Dejan Papić, Mirjana Đurđević, Zoran Kolundžija, Ivan Medenica, Jelena Bačić Alimpić, Nenad Stefanović, Dragoljub Igrošanac, Mirana Likar Bajželj, Marko Vidojković, Vesna Dedić, Suzana Zlatanović, Vlaho Bogišić, Dejan Ristić, Ljiljana Habjanović Đurović, Branko Rosić, Dževad Karahasan,  Ivan Ivanji,  Vladimir Tabašević, Vladimir Pištalo, Marina Krleža, Borka Pavićević, Tijana Palkovljević, Radovan Jokić, Zvonko Maković, Svetlana Slapšak, Manjo Vukotić, Dejan Papić, Marko Šelić Marčelo, Duška Jovanić, Žana Poliakov i mnogi drugi. 